# 11528 Mie
11528 Mie eller 1991 XH är en asteroid i huvudbältet som upptäcktes den 3 december 1991 av de japanska astronomerna Yoshio Kushida och Osamu Muramatsu vid Yatsugatake-Kobuchizawa-observatoriet. Den är uppkallad efter Mie Nagata.
Asteroiden har en diameter på ungefär 8 kilometer och den tillhör asteroidgruppen Eunomia.